# 쿤사
쿤사(버마어: ခွန်ဆာ, 1934년 2월 17일~2007년 10월 26일)는 미얀마의 중국계 마약왕이었다. 그는 버마 북부 샨주 몽야이의 로이 마우에 있는 마을에서 태어났다. 1976년 "쿤사"로 개명하기 전에는 주로 중국식 이름인 장치푸(중국어: 張奇夫, 병음: Zhang Qifu, 한자음: 장기부)로 알려져 있었다.
쿤사는 젊었을 때 국민당과 버마 육군으로부터 군사 장비와 훈련을 받은 후 샨주의 독립을 위해 싸웠으며, 자신의 독립 영토를 세웠다. 그는 1976년부터 1996년까지 아편 군벌이었던 황금의 삼각지대에서의 대규모 아편 밀수 작전으로 인해 미얀마에서 "오피움 왕"으로 불렸다. 비록 태국 주재 미국 대사는 그를 "세계가 가진 최악의 적"이라고 불렀지만, 그는 여러 차례 태국과 버마 정부의 지원을 성공적으로 받아들였다. 미국 마약단속국이 쿤사와 그의 외국 브로커들과의 관계를 밝혀내고 끊은 후, 그는 1996년 버마 정부에 "반란"하여 그의 군대를 해산하고 그의 부와 정부들을 데리고 양곤으로 이주했다. 은퇴 후 그의 군대 중 일부는 항복을 거부하고 정부와 계속 싸웠지만, 그는 합법적인 사업, 특히 광업과 건설 사업에 종사했다. 그는 2007년 73세의 나이로 사망했다. 오늘날, 그의 아이들은 미얀마의 저명한 사업가이다.

## 어린 시절
쿤사는 중국인 아버지와 샨족 어머니 사이에서 태어났다. 그의 생애 첫 40년 동안 그는 주로 그의 중국 이름인 장치푸로 알려져 있었다. 그가 3살이었을 때, 그의 아버지는 죽었다. 그의 어머니는 지방세 징수원과 결혼했지만, 2년 후에 그녀 역시 사망했다. 그는 자신이 태어난 마을의 우두머리였던 중국인 할아버지 로이 마우에 의해 주로 자랐다. 그의 가족은 18세기부터 샨주에 살고 있었다.
그는 정식 교육을 받지 않았지만 1949년 마오쩌둥 공산당의 승리 이후 버마로 도망친 중국 국민당 군대에서 군사 훈련을 받았다.
비록 그의 의붓형들이 선교학교에 보내졌지만, 쿤사가 받은 유일한 정규교육은 어린 시절 불교 수련자로 몇 년을 보냈을 때였고, 그는 평생 기능적으로 문맹이었다. 1950년대 초반에 그는 1949년 국공 내전에서 패배한 윈난성에서 버마의 국경 지역으로 도망친 국민당으로부터 약간의 기초 군사 훈련을 받았다. 그는 16세 때 처음으로 독립적인 청년 집단을 결성하였고, 그의 조직이 수백 명으로 성장하자 국민당으로부터 독립하였다. 독립을 쟁취한 후, 그는 상황에 따라 정부와 다양한 반란군들 사이에서 자주 편을 바꾸었다.

## 사망
쿤사는 2007년 10월 26일 73세의 나이로 양곤에서 사망했다. 그는 당뇨, 고혈압, 심장병을 앓고 있었지만, 사인은 알려지지 않았다. 그는 죽은 지 4일 만에 화장되었다. 그의 유해는 미얀마 양곤 북옥칼라파 야이웨이 묘지에 묻혔다. 죽기 전에 그는 무덤이 훼손되거나 파괴될까 두려워 샨주에 묻히지 않기로 결정했다.
그가 세상을 떠난 직후인 2007년 11월에는 미얀마 국경과 가까운 태국의 옛 거점 토에다이에 쿤사를 위한 추모식이 열렸다. 왜 그들이 쿤사를 기리는지를 묻자, 지역 주민들은 그가 이 지역 최초의 포장도로, 최초의 학교, 그리고 중국인 의사들로 구성된 60병상 규모의 잘 갖춰진 병원을 건설했다고 말했다. 그는 수력발전소를 짓고 있었지만, 그가 떠난 후 그 프로젝트의 건설이 중단되었다. 그는 또한 외국인 방문객들을 위한 18홀 골프 코스와 기능성 물과 전기 인프라를 건설했다. 태국 당국은 이 의식이 비교적 단순하게 유지되도록 보장했다.

## 대중문화
쿤사는 동남아시아의 마약 거래와 NSA의 표적이 된 그의 부하들 중 한 명으로 일본 만화와 애니메이션 《블랙 라군》에서 언급된다.
쿤사는 2007년 영화 《아메리칸 갱스터》에서 릭 영에 의해 연기되었다.
쿤사는 《해리 홀》 시리즈의 두 번째 소설인 요 네스뵈의 《바퀴벌레》에서 언급된다.
대한민국의 SBS에서 방송된 《꼬리에 꼬리를 무는 그날 이야기》에서 재구성한 다큐멘터리 프로그램이다.